# 濁齒無噝塞擦音
濁齒無噝塞擦音是一種輔音，被使用於一些口語中。國際音標寫作⟨d͡ð⟩、⟨d͜ð⟩、⟨d̪͡ð⟩或⟨d̟͡ð⟩。
此音常常是/ð/的同位異音。

## 特徵
濁齒無噝塞擦音的特徵包括：
- 調音方法屬於塞擦音，調音時先阻礙空氣在聲腔流動，再形成狹窄通道讓氣流通過發生湍流來調音。
- 調音部位是牙齒，故調音時舌頭與上牙、下牙或同時與兩者接觸。
- 發聲類型是濁音，意味着發音時聲帶顫動。

- 本輔音是口腔輔音（口音），表示調音時空氣只從口裡流出。
- 本輔音為中央輔音，調音時氣流在口腔的中央流過舌面，而不從兩側流過。
- 氣流機制是肺部氣流，即由肺與橫膈膜驱动空气。

## 出現於
| 語言   | 語言       | 詞彙 | IPA       | 意思   | 註釋                                                  |
| ------ | ---------- | ---- | --------- | ------ | ----------------------------------------------------- |
| 緬甸語 | 緬甸語     |      | [ʔəɲàd̪͡ðá] | 盛大的 | /ð/普遍的另一種發音。                                 |
| 英語   | 愛爾蘭英語 | they | [d̪͡ðeɪ̯]    | 他們   | 對應到其他方言的[ð]音。可以用[d̪]取代之。              |
| 英語   | 紐約方言   | they | [d̪͡ðeɪ̯]    | 他們   | 對應到其他方言的[ð]音。可以用塞音[d̪]或擦音[ð]取代之。 |
| 英語   | 紐西蘭英語 | they | [d̪͡ðæe̯]    | 他們   | /ð/的另一種發音。參見紐西蘭英語音系。                 |